# Таунсенд, Стюарт
Стюарт Таунсенд (англ. Stuart Townsend, род. 15 декабря 1972, Хоут) — ирландский актёр кино и телевидения, кинорежиссёр, сценарист и продюсер.

## Биография
Стюарт Таунсенд родился 15 декабря 1972 года в местечке Хоут, рыбацкой деревне на полуострове к северу от Дублина, около небольшого острова Глаз Ирландии. Его отец, Питер, был игроком в гольф, а мать, Лорна, — одна из наиболее известных фотомоделей Ирландии 1970-х годов.
Стюарт был единственным ребёнком в семье. С детства он стал интересоваться кино и проводил большую часть времени в местном видео складе. В юности Стюарт успешно прослушал два курса актёрской школы в Дублине.
Получая высшее образование в 1994 году, он и его друзья создали собственную театральную группу, «Эфир На Завтрак», и изобрели шоу, основанное на детском телешоу «Волшебный Окольный путь».
Стюарт с завистью наблюдал, как его друзья получают свои роли в фильмах, многие из них в ирландской эпопее «Майкл Коллинз», первая профессиональная роль Стюарта была в пьесе «Правильные линии» режиссёра Джона Кроулея. Сценарий изменялся постоянно — в первой версии персонаж Стюарта жил, во второй — он умер. Пьесу представили на Дублинском театральном фестивале, с большим успехом постановка шла на сцене театра Буш в Лондоне. Тем временем Стюарт получил ценный опыт во множестве студенческих фильмов, включая короткий «Godsuit».
Наконец, он получил первую крупную роль в фильме, это был «Троянский Эдди» Гиллиса Маккиннона. Троянский Эдди — прозвище мелкого жулика (персонажа Стивена Ри), который работает для большого босса (Ричарда Харриса) и находится полностью в его власти. Харрис женится на юной девушке, но в день их свадьбы она покидает город со своим тайным любовником, племянником Харриса.
Это кино стало значительным достижением для Стюарта. Оно обеспечило Стюарту услуги лондонского агента, который быстро нашёл ему роль в фильме «Надувательство» («Shooting Fish») о воспитанниках детского дома, мечтающих создать огромный дом для таких же, как они. Чтобы заработать деньги, они становятся мошенниками на скачках, обманывая только богачей.
В фильме «Внутри себя» («Under The Skin»), Саманта Мортон играла Айрис, девочку, которая, когда её мать умирает, ищет утешение в сексе с незнакомцами. Встречая Тома (Стюарта), она вновь предаётся необузданному сексу в переулке и становится одержимой, теряя чувство собственного достоинства в ряде неприятных инцидентов. Она отдаляется от друзей и знакомых, но должна остановить своё «падение».
В фильме «Воскресший» («Resurrection Man») Стюарт играет роль протестанта Виктора Келли, убивающего католиков. Виктор Келли присоединяется к банде киллеров и, оказываясь более жестоким убийцей, чем остальные, становится главарём. Прозвище Виктора — «Человек со шрамом». В 1998 году за эту роль Стюарт получил премию «Fantafestival» в номинации «Лучший актёр».
Далее Стюарт пришёл в фэнтези-драму «Саймон Магус» («Simon Magus») Бена Хопкинса. Здесь он сыграл молодого романтика Давида Бендела в довоенном еврейском сообществе в Силезии, который желает приобрести участок земли у сквайра (Рутгера Хауэра), таким образом он сможет построить железнодорожную станцию и выручить женщину, которую он любит (Эмбет Дэвидц). Саймон Магус — еврейский изгой, который утверждает, что получил сообщения от дьявола, в знак помощи. Магус также видит в этих пророчествах железнодорожную линию, используемую для транспортировки евреев в концлагеря.
Позже вышла в свет «Чудесная страна» («Wonderland»), созданная Майклом Уинтерботтомом. Она рассказывала о трёх сестрах в Южном Лондоне, ищущих любовь, привязанность, любой вид человеческой связи, которая спасёт их от одиночества. Одна из сестёр встречается со своими мужчинами в парикмахерской. Другая, в исполнении Джины Макки, даёт личные объявления.
На роль Арагорна («Властелин Колец:Возвращение Короля») изначально пригласили Стюарта Таунсенда. Он репетировал и тренировался уже шесть недель, когда Питер Джексон внезапно решил, что Арагорн должен быть старше. Тогда роль предложили 41-летнему Вигго Мортенсену.
В 2002 году сыграл главную роль в фильме «Королева проклятых». Позже снимался в фильмах «Лига выдающихся джентльменов» и «Эон Флакс», сериалах «Ночной охотник» и «Робоцып».
Дебютировал в качестве режиссёра фильмом «Битва в Сиэтле» об антиглобалистских протестах.
В 2010 году Таунсенд был утвержден на роль второго плана в фильме Кеннета Браны «Тор», но позже выбыл из проекта.
С 2011 по 2012 год играл главную роль в телесериале «XIII». Затем снимался в сериалах «Измена», «Элементарно», «Салем».
Он появился в сериале ABC «Измена», втором сезоне сериала «Салем» и эпизоде сериала «Закон и порядок: Специальный корпус» в 2017 году. В 2021 году Таунсенд снялся в фильмах «Мартини Шот» и «Грация и выдержка».

## Личная жизнь
С 1997 по 1998 год встречался с актрисой Паркер Пози.
С 2002 по 2010 год Стюарт состоял в отношениях с актрисой Шарлиз Терон.
В мае 2015 года брат Таунсенда сообщил, что Стюарт обосновался в Коста-Рике, где купил участок земли. В том же году стало известно, что он находится в отношениях с Агатой Арайя, которая в то время ждала их второго ребенка. В 2019 году Таунсенд проживал в Санта-Монике с Агатой и их двумя детьми, Десмондом и Эзрой, он был арестован после семейной ссоры.

## Награды и номинации
- 1998 — премия «Fantafestival» в категории «Лучший актёр» («Воскресший»)
- 2003 — номинация на премию «Irish Film and Television Awards» в категории «Лучший актёр кино»
- 2008 — номинация на премию «Irish Film and Television Awards» в категории «Лучший сценарий» («Битва в Сиэтле»)
- 2013 — премия «Gold Remi Award» «WorldFest Houston» в категории «Лучший актёр» («XIII»)

## Фильмография

### Актёр
| Год       |     | Русское название             | Оригинальное название                 | Роль                                               |
| --------- | --- | ---------------------------- | ------------------------------------- | -------------------------------------------------- |
| 1993      | кор |                              | Godsuit                               | Джон Слэттери                                      |
| 1995      | кор | Летнее время                 | Summertime                            | Эндрю                                              |
| 1996      | ф   | Троянский Эдди               | Trojan Eddie                          | Дэрмот                                             |
| 1997      | ф   | Надувательство               | Shooting Fish                         | Джез                                               |
| 1997      | ф   | Внутри себя                  | Under the Skin                        | Том                                                |
| 1998      | ф   | Воскресший                   | Resurrection Man                      | Виктор Келли                                       |
| 1999      | ф   | Симон Волхв                  | Simon Magus                           | Давид Бендель                                      |
| 1999      | ф   | Чудесная страна              | Wonderland                            | Тим                                                |
| 1999      | ф   | Проект Венеры                | The Venice Project                    | Ларк                                               |
| 1999      | ф   | Эскорт                       | Mauvaise passe                        | Том                                                |
| 2000      | ф   | Про Адама                    | About Adam                            | Адам                                               |
| 2002      | ф   | Королева проклятых           | Queen of the Damned                   | Лестат де Лионкур                                  |
| 2002      | ф   | 24 часа                      | Trapped                               | Уилльям                                            |
| 2003      | ф   | Ловкие руки                  | Shade                                 | Вернон                                             |
| 2003      | ф   | Лига выдающихся джентльменов | The League of Extraordinary Gentlemen | Дориан Грей                                        |
| 2004      | ф   | Голова в облаках             | Head in the Clouds                    | Гай Мэлион                                         |
| 2005      | с   | Уилл и Грейс                 | Will & Grace                          | повар Эдвард                                       |
| 2005      | ф   | Свидетель на свадьбе         | The Best Man                          | Олли Пиккеринг                                     |
| 2005—2006 | с   | Ночной охотник               | Night Stalker                         | Карл Колчак                                        |
| 2005—2011 | с   | Робоцып                      | Robot Chicken                         | озвучка                                            |
| 2007      | ф   | Теория хаоса                 | Chaos Theory                          | Бадди Эндроу                                       |
| 2009      | ф   | Мэгги Хилл                   | Maggie Hill                           | Терренс Джеймс                                     |
| 2011—2012 | с   | XIII                         | XIII: The Series                      | «Тринадцатый» / Райан Флай / Джейсон Питер Муллвэй |
| 2011      | кор |                              | 23 Degrees, 5 Minutes                 | Бэббидж                                            |
| 2013      | ф   | Чужак в раю                  | A Stranger in Paradise                | Пол                                                |
| 2013—2014 | с   | Измена                       | Betrayal                              | Джек Маккалистер                                   |
| 2015      | с   | Элементарно                  | Elementary                            | дель Грюнер                                        |
| 2015      | с   | Салем                        | Salem                                 | доктор Самуэль Вэйнрайт                            |

### Режиссёр
- 2007 — Битва в Сиэтле / Battle in Seattle

### Сценарист
- 2007 — Битва в Сиэтле / Battle in Seattle

### Продюсер
- 2007 — Битва в Сиэтле / Battle in Seattle